# Виктория Прусская
Фридерика Амалия Вильгельмина Виктория Прусская (нем. Friederike Amalia Wilhelmine Victoria von Preußen; 12 апреля 1866, Новый дворец, Потсдам — 13 ноября 1929, Бонн) — прусская принцесса из дома Гогенцоллернов, в замужестве принцесса Шаумбург-Липпская. Выйдя повторно замуж, с 1927 года подписывалась именем Виктории Зубковой (Viktoria Zoubkoff) и под этим именем выпустила в 1929 году мемуары.

## Биография
Виктория была второй дочерью среди восьми детей в семье кронпринца, впоследствии германского императора Фридриха III и его супруги Виктории. Приходилась младшей сестрой будущему кайзеру Вильгельму II. Имя получила в честь своей бабушки королевы Виктории. В семье её звали Мореттой. Принцесса выросла в берлинском Городском дворце под надзором нескольких гувернанток и учителей.
В 1883 году с согласия матери состоялась помолвка Виктории с принцем Александром Баттенбергским, князем Болгарии. Но дед Виктории, император Вильгельм I и рейхсканцлер Отто фон Бисмарк по политическим мотивам выступили против этой помолвки и запретили свадьбу. Несколько лет Виктория тщетно пыталась оспорить этот запрет, но ей решительно противостоял Бисмарк. В 1889 году помолвка была окончательно разорвана из соображений государственной необходимости.
Год спустя Виктория познакомилась с Адольфом Шаумбург-Липпским, четвёртым сыном князя Адольфа I Георга и его супруги принцессы Гермины Вальдек-Пирмонтской. Вскоре состоялась помолвка, и молодые поженились в ноябре того же года в Берлине. После продолжительного свадебного путешествия по нескольким странам супруги поселились в Бонне на приобретённой вилле, ныне называемой Дворцом Шаумбурга. После случившегося выкидыша брак оставался бездетным. В 1916 году принц Адольф Шаумбург-Липпский умер, и Виктория осталась одна.
Виктория стала вести себя эксцентрично, в 1927 году познакомилась с русским авантюристом Александром Зубковым. Он был моложе её на 34 года и выдавал себя за русского дворянина, лишившегося прав после революции. В том же году они с большим скандалом поженились. Через несколько месяцев брак распался, и Зубков завладел всем имуществом Виктории, а в 1928 году был выслан из Германии и уехал в Люксембург, где работал официантом в ресторане, который привлекал посетителей рекламой: «Вас обслуживает зять кайзера».
Виктория осталась в Бонне и для поддержания своего материального состояния выпустила мемуары. В 1929 году она умерла в Бонне. До последних дней Виктория пользовалась большой любовью у горожан. По инициативе сестры Маргариты Виктория Прусская была похоронена на фамильном кладбище Гессенского дома в крепости Кронберга в Таунусе.

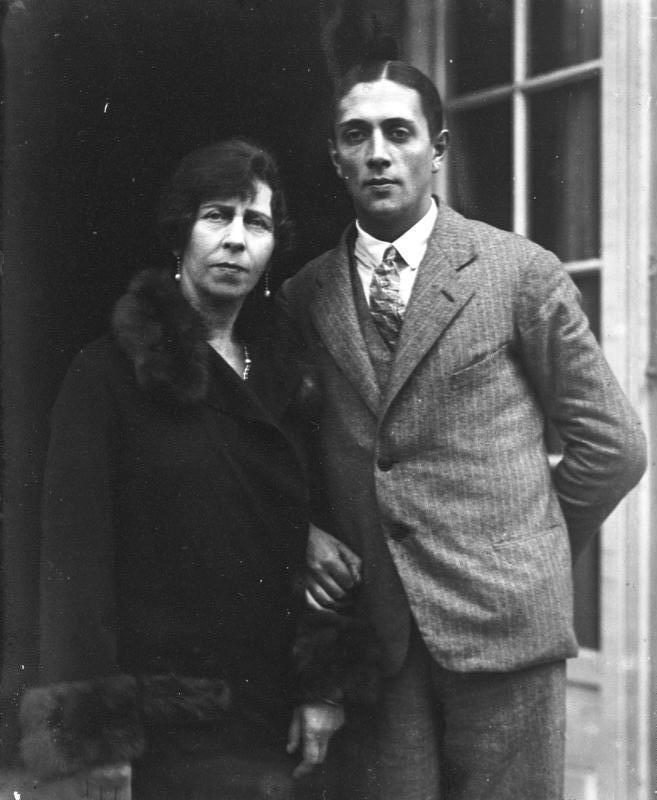
Принцесса Виктория со вторым мужем Александром Зубковым

## Автобиография
- Viktoria Zoubkoff: Was mir das Leben gab — und nahm. Mit einem Nachwort von Horst-Jürgen Winkel. Bouvier, Bonn 2005, ISBN 3-416-03071-0 .